# Argyrolobium aequinoctiale
Argyrolobium aequinoctiale är en ärtväxtart som beskrevs av John Gilbert Baker. Argyrolobium aequinoctiale ingår i släktet Argyrolobium och familjen ärtväxter. Inga underarter finns listade i Catalogue of Life.